# 葛西裕一
葛西 裕一（かさい ゆういち、1969年11月17日 - ）は、神奈川県横浜市出身の元プロボクサー、第21代OPBF東洋太平洋スーパーバンタム級王者。

## 人物
- 日本ならびに東洋太平洋ジュニアフェザー級（現・スーパーバンタム級）王座獲得。同級での世界挑戦を3度経験。最高世界ランキングはWBA・WBC1位。
- 松本好二とは横浜高校ボクシング部の同期で、共に専修大学に進学して中退し、同じ年にプロデビューしている。
- 引退後は帝拳ジムトレーナーとして後進の指導に当たり西岡利晃、三浦隆司、五十嵐俊幸、下田昭文を世界王者にしている。2008年度エディ・タウンゼント賞受賞。日本テレビダイナミックグローブ、WOWOWエキサイトマッチなどで解説者としても活動していた。

## 来歴
ブルース・リーにはまり格闘技好きに。中学時代に親友と世界チャンピオンの影響でボクシングを始める。
1987年、横浜高校2年時に第42回国民体育大会優勝、3年時に全日本高校バンタム級優勝。専修大学法学部中退（アマチュア通算48戦44勝24RSC4敗）。
1989年8月12日、帝拳ジムからプロデビュー。
1992年9月5日、15戦目で日本王座初挑戦。小泉秀司と空位の日本ジュニアフェザー級（現:スーパーバンタム級）王座を争い、2回KO勝ち。王座獲得に成功。12月5日には阿部真一を7回TKOに降し、初防衛成功。 
1993年4月3日、現役世界ランカーのアブラハム・トーレス（ベネズエラ）とノンタイトル10回戦を戦い、フルラウンドの死闘の末、引き分け。デビュー戦からの連勝は16でストップするが、無敗はキープしたまま。
同年7月3日、山岡正規を10回判定で破り、日本王座2度目の防衛成功。その後、12月20日に王座返上。
1994年3月2日、無敗のまま20戦目で世界初挑戦。東京体育館でWBA世界ジュニアフェザー級王者ウィルフレド・バスケス（プエルトリコ）に挑むが、初回に3度のダウンを喫してのKO負け。自身初の敗北。
世界初挑戦後、ベネズエラ武者修行に。現地でノンタイトル戦2試合を行い、いずれもKO勝ち。
同年9月24日、ベネズエラで南米ジュニアフェザー級王座決定戦出場。ラモン・グスマン（ベネズエラ）と対戦したが、6回負傷TKO負けで王座獲得ならず。その後、日本に帰国。
1995年2月4日、帰国初戦でOPBF東洋太平洋ジュニアフェザー級王座挑戦。権熙允（韓国）をダウンを奪う12回判定で破り、王座獲得に成功。6月3日にはジュン・リヤノ（フィリピン）を10回KOで破り、初防衛に成功。その後、ノンタイトル戦を2度行い、1996年10月14日、東洋太平洋王座返上。
1996年12月21日、世界再挑戦。米国・ラスベガスに渡り、前年にバスケスからWBA世界ジュニアフェザー級王座を獲得したアントニオ・セルメニョ（ベネズエラ）に指名挑戦者として挑み追い詰めるが、12回判定で惜敗。
1997年7月26日、3度目の世界挑戦。横浜アリーナでセルメニョと再戦。最終・12回、王者の連打をまともに浴び、後頭部をキャンバスに強打する痛烈なダウン。ノーカウントで試合がストップされ、TKO負け。試合後、担架に乗せられ、そのまま会場近くの病院へ直行したが、幸い大事には至らず。結局、この試合を最後に引退。その後、9月26日、東京・後楽園ホールのリングにセコンド初登場。
2017年、ボクシング・フィットネスジムGLOVESを設立して独立した。
2025年、GLOVESがプロ加盟

## 戦績
通算29戦24勝（16KO）4敗1分

## 獲得タイトル
- 日本ジュニアフェザー級王座
- 第21代OPBF東洋太平洋ジュニアフェザー級王者